# علم الفينيقيات
علم الفينيقيات (بالإنجليزية: Phenetics) هو محاولة لتصنيف الكائنات الحية على أساس التشابه العام، عادةً في الشكل أو السمات الأخرى التي يمكن ملاحظتها، بغض النظر عن السلالة أو العلاقة التطورية. ويرتبط ارتباطًا وثيقًا بالتصنيف العددي الذي يهتم باستخدام الطرق العددية للتصنيف التصنيفي. ساهم العديد من الأشخاص في تطوير علم الفينيقيات، لكن الأكثر تأثيرًا هم بيتر سنيث وروبرت سوكال. لا تزال كتبهم هي المراجع الأساسية لهذا التخصص الفرعي، على الرغم من نفاد طبعتها الآن.
لقد تم استبدال علم الفينيقيات إلى حد كبير بعلم التصنيفات للبحث في العلاقات التطورية بين الأنواع. ومع ذلك، فقد وجدت بعض الأساليب الفينيقية، مثل الانضمام إلى الجيران، طريقها إلى علم الوراثة العرقي، كتقريب معقول لتطور السلالات عندما تكون الطرق الأكثر تقدمًا (مثل الاستدلال البايزي) باهظة الثمن من الناحية الحسابية.
تشمل التقنيات الفينيقية أشكالًا مختلفة من التجميع والتنسيق. هذه طرق متطورة لتقليل التنوع الذي تظهره الكائنات الحية إلى مستوى يمكن التحكم فيه. ومن الناحية العملية، يعني هذا قياس العشرات من المتغيرات، ومن ثم تقديمها كرسوم بيانية ثنائية أو ثلاثية الأبعاد. يدور الكثير من التحدي الفني في علم الفينيقيا حول موازنة فقدان المعلومات في مثل هذا التخفيض مع سهولة تفسير الرسوم البيانية الناتجة.
يمكن إرجاع هذه الطريقة إلى عام 1763 وميشيل أدانسون (في كتابه "عائلات النباتات") بسبب وجود مبدأين أساسيين مشتركين - التشابه العام والوزن المتساوي - ويطلق على الفينيقيين المعاصرين أحيانًا اسم الأدانسونيين الجدد.

## الفرق عنالتصنيف التفرعي
التحليلات الفينيقية غير متجذرة، أي أنها لا تميز بين تعدد الأشكال، وهي السمات الموروثة من أحد الأجداد، والأبومورفيات، وهي السمات التي تطورت من جديد في سلالة واحدة أو عدة سلالات. إحدى المشاكل الشائعة في التحليل الفينيقي هي أن الدرجات التطورية الأساسية، التي تحتفظ بالعديد من الأشكال المتعددة مقارنة بالسلالات الأكثر تقدمًا، تبدو أحادية العرق. من الممكن أيضًا أن يتم تضليل التحليلات الفينيقية عن طريق التطور المتقارب والإشعاع التكيفي. وقد حاولت أساليب التصنيف التفرعي حل تلك المشاكل.
لنأخذ على سبيل المثال الطيور المغردة. ويمكن تقسيمها إلى مجموعتين: الغرابيات، التي تحتفظ بالصفات القديمة في النمط الظاهري والنمط الوراثي، والعصفوروسات، التي لديها سمات أكثر حداثة. لكن الأخيرين فقط هم مجموعة من أقرب الأقارب؛ الأول عبارة عن العديد من الأنساب المستقلة والقديمة التي ترتبط ببعضها البعض بشكل بعيد مثل ارتباط كل واحد منها بـعصفوروسات. في التحليل الفينيقي، فإن الدرجة الكبيرة من التشابه الإجمالي الموجود بين طيور الكوفيدا ستجعلها تبدو أحادية العرق أيضًا، لكن سماتها المشتركة كانت موجودة في أسلاف جميع الطيور المغردة بالفعل. إن فقدان سمات الأسلاف هذه، وليس وجودها، هو الذي يدل على الطيور المغردة التي ترتبط ارتباطًا وثيقًا ببعضها البعض أكثر من الطيور المغردة الأخرى. ومع ذلك، فإن اشتراط أن تكون الأصناف أحادية العرق -وليست شبه عرقية كما في حالة الغرابيات- هو في حد ذاته جزء من النظرة التصنيفية للتصنيف، ولا تتبعه بالضرورة المدارس الأخرى إلى درجة مطلقة.
المنهجيتين لا يستبعد أحدهما الآخر. لا يوجد سبب يمنع، على سبيل المثال، الأنواع التي تم تحديدها باستخدام الخصائص الفينولوجية من إخضاعها لاحقًا للتحليل التصنيفي، لتحديد علاقاتها التطورية. يمكن أيضًا أن تكون الطرق الفينيقية متفوقة على التصنيفات التصنيفية عندما يكون تمييز الأصناف ذات الصلة هو المهم فقط، حيث أن المتطلبات الحسابية أقل.
تم تحليل تاريخ الفينيتيكية والتصنيفية كأنظمة تصنيفية متنافسة في كتاب ديفيد هال الذي صدر عام 1988 بعنوان "العلم كعملية".

## اليوم
يواصل العديد من علماء النظاميات استخدام الأساليب الفينتيقية، خاصة في معالجة الأسئلة على مستوى الأنواع. في حين يظل الهدف الرئيسي للتصنيف هو وصف "شجرة الحياة" - المسار التطوري الذي يربط جميع الأنواع - في العمل الميداني يحتاج المرء إلى أن يكون قادرًا على فصل تصنيف عن آخر. من الصعب تصنيف مجموعات متنوعة من الكائنات الحية ذات الصلة الوثيقة والتي تختلف بشكل دقيق للغاية باستخدام النهج التصنيفي. يوفر علم الوراثة أدوات رقمية لدراسة أنماط التباين الشاملة، مما يسمح للباحثين بتحديد المجموعات المنفصلة التي يمكن تصنيفها كأنواع.
التطبيقات الحديثة لـعلم النبات شائعة في علم النبات، ويمكن العثور على بعض الأمثلة في معظم أعداد مجلة علم النبات المنهجي. في الواقع، نظرًا لتأثيرات النقل الجيني الأفقي، والمجمعات متعددة الصيغة الصبغية وغيرها من خصائص الجينوم النباتي، فإن التقنيات الفينيقية في علم النبات - على الرغم من أنها أقل إفادة تمامًا - قد تكون في هذه الحالات الخاصة أقل عرضة للأخطاء مقارنة بالتحليل التصنيفي لتسلسل الحمض النووي.
بالإضافة إلى ذلك، فإن العديد من التقنيات التي طورها علماء التصنيف الفينيكي تم اعتمادها وتوسيعها من قبل علماء بيئة المجتمع، بسبب حاجة مماثلة للتعامل مع كميات كبيرة من البيانات.

## أنظر أيضا
- نظام لينيوس
- علم الظواهر (دراسة الأنماط الظاهرية)
- علم التصنيف (أحياء)
- رسم شجري